# Стойшешть
Стойшешть, Стойшешті (рум. Stoișești) — село у повіті Васлуй в Румунії. Входить до складу комуни Банка.
Село розташоване на відстані 252 км на північний схід від Бухареста, 34 км на південь від Васлуя, 92 км на південь від Ясс, 102 км на північ від Галаца.

## Населення
За даними перепису населення 2002 року у селі проживали 730 осіб, усі — румуни. Усі жителі села рідною мовою назвали румунську.